# Flugunfall von Grytøya
Der schwere Flugunfall von Grytøya ereignete sich am 11. Juli 1972. An diesem Tag wurde eine de Havilland Canada DHC-6-100 Twin Otter der Norwegischen Luftstreitkräfte gegen einen Berg auf der Insel Grytøya geflogen. Mit der Maschine sollte ein inländischer Flug vom Flughafen Bardufoss zum Flughafen Bodø mit einem Zwischenstopp auf dem Flughafen Stokmarknes, Skagen durchgeführt werden. Unter den 14 Passagieren und drei Besatzungsmitgliedern gab es keine Überlebenden. Es handelt sich um den schwersten Flugunfall der Norwegischen Luftwaffe nach dem Zweiten Weltkrieg.

## Maschine
Bei der Maschine handelte es sich um eine Militärversion der de Havilland Canada DHC-6-100 Twin Otter mit der Werknummer 54. Die Maschine wurde im Jahr 1967 im Werk von de Havilland Canada in Downsview, Ontario endmontiert. Das Roll-Out der Maschine erfolgte am 16. Juni 1967. Die für die Norwegischen Luftstreitkräfte gebaute Twin Otter erhielt die militärische Seriennummer 67-056. Die Maschine war für das 719. Geschwader in Bodø vorgesehen. Der Erstflug erfolgte am 28. Juni 1967. Der Auslieferungsflug wurde zwischen dem 26. Juli 1967 und dem 1. August 1967 durchgeführt. Da es sich bei der Twin Otter um ein Kurzstreckenflugzeug handelt, waren auf dem Flug zahlreiche Zwischenstopps zur Betankung vorgesehen. Die Maschine startete vom Flughafen Toronto/Downsview und flog zunächst zur Canadian Forces Base Bagotville. Von dort aus wurde als Nächstes der Schefferville Airport angeflogen. Auf dem dritten Flugabschnitt wurde die Hudsonstraße überflogen und die Maschine landete auf dem Frobisher Bay Airport zwischen. Es folgte der Flug nach Grönland, wo die Maschine auf der Sondrestrom Air Base landete. Der fünfte Flugabschnitt führte nach Island und endete mit einer Landung auf dem Flughafen Keflavík. Es folgte ein Flug nach Norwegen, wo die Maschine eine weitere Zwischenlandung auf dem Flughafen Bergen absolvierte. Es folgten weitere Zwischenlandungen auf dem Flughafen Kjeller und dem Flughafen Trondheim, ehe die Maschine schließlich den Flughafen Bodø erreichte. Die Maschine erhielt bei der norwegischen Luftwaffe zusätzlich zu ihrer Seriennummer den Identifikationscode K-XJ, der wie ein Luftfahrzeugkennzeichen großflächig auf dem Rumpf aufgetragen wurde. Das zweimotorige leichte militärische Transportflugzeug war mit zwei Turboproptriebwerken des Typs Pratt & Whitney Canada PT6A-34 ausgestattet.

## Passagiere und Besatzung
An Bord der Maschine befanden sich am 11. Juli 1972 beim Start vom Flughafen Bardufoss eine dreiköpfige Besatzung und 14 Passagiere – Angehörige der Streitkräfte und ihre Familien, unter ihnen fünf Frauen und vier Kinder.

## Flugverlauf und Unfallhergang
Der Flug startete um 15:18 Uhr. Aufgrund von schwierigen Wetterverhältnissen wurde dem Kapitän empfohlen, auf den Zwischenstopp in Skagen zu verzichten und direkt zum Flughafen Bodø zu fliegen. Der Kapitän missachtete diese Empfehlung und beschloss, über Skagen zu fliegen. Auf dem Weg flog die Twin Otter in eine Wetterzone mit einer niedrigen Wolkendecke, Regen und Nebel ein. Die Maschine wurde im Reiseflug gegen den auf der Insel Grytøya gelegenen, 800 Meter hohen Berg Lille Tussen geflogen. Um 15:43 Uhr Ortszeit schlug die Twin Otter 20 Meter unterhalb des Berggipfels auf. Alle 17 Insassen kamen dabei ums Leben.

## Bergung
Die Bergung der Leichen und Wrackteile gestaltete sich schwierig. Die Bergungstrupps mussten zahlreiche Felsvorsprünge überwinden. Eine von der norwegischen Polizei beantragte Unterstützung der Bergungsarbeiten durch Hubschrauber der Luftwaffe wurde abgelehnt, da der Einsatz für zu gefährlich befunden wurde. Die Bergungstrupps mussten die Leichen zersägen und in Rucksäcken wegtragen. Erst nach fünf Tagen war es gelungen, alle Toten zu bergen.

## Ursache
Es wurde festgestellt, dass die Maschine nordwärts vom Kurs abgekommen war. Dem Flugplan zufolge sollte ein westsüdwestlicher Kurs geflogen und das südöstliche Ende der Insel überflogen werden.
Es wurde festgestellt, dass der Flugkapitän einen Blutalkoholspiegel von 1,5 Promille hatte, außerdem hatte er vor dem Flug unzureichend geschlafen. Der Flugkapitän hatte am Vorabend an einer Feier auf dem Flughafen Lakselv teilgenommen. Eine Zivilangestellte beobachtete, wie er dabei an der Bar saß und reichlich Alkohol konsumierte. Als die Bar schloss, sei er in den Keller gegangen und habe noch mehr Alkohol zu sich genommen. Er sei so betrunken gewesen, dass er sich nicht auf den Füßen halten konnte und an eine Säule gelehnt war. Die Zeugin habe den Kapitän gefragt, ob dieser am nächsten Tag fliegen solle, was dieser bejahte. Nur vier Stunden später begann der Flug. Der Kapitän habe die Maschine mit einem Blutalkoholspiegel von etwa 2,5 Promille bestiegen.

## Veröffentlichung des Untersuchungsberichts 2005
Der vollständige Unfallbericht, der zunächst vom Verteidigungsministerium zurückgehalten worden war, wurde im Jahr 2005 zugänglich gemacht. Daraus ging hervor, dass die schweren Alkoholprobleme des Flugkapitäns bereits seit Jahren bis in die höchste Ebene der Luftwaffe bekannt gewesen waren. Zwischenzeitlich sei dem Kapitän aufgrund seiner Alkoholproblematik ein Flugverbot erteilt worden, welches jedoch zu einem späteren Zeitpunkt wieder aufgehoben wurde.
Nach dem Unfall erhielten die Angehörigen eine Reiseversicherungsabrechnung gemäß der Versicherung, die alle zivilen Passagiere abschließen mussten, die mit den Maschinen der Streitkräfte flogen. Da die Hinterbliebenen keine Kenntnisse zu den tatsächlichen Hintergründen des Unfalls hatten, waren sie nicht in der Lage, eine Entschädigung zu fordern.
Erst als die Akte im Jahr 2005 zugänglich gemacht wurde, wurden die Details bekannt. Dies führte dazu, dass die Verwandten den Staat verklagten. Im Bezirksgericht argumentierte der Staatsanwalt, dass der Fall verjährt sei. Dies stieß bei den Angehörigen auf großes Unverständnis, da das späte Bekanntwerden der Hintergründe des Falles auf eine Verschleierung durch das Verteidigungsministerium zurückging. Die Klage der Hinterbliebenen hatte weder vor dem Bezirksgericht noch vor dem Berufungsgericht Erfolg und der Oberste Gerichtshof lehnte es ab, den Fall anzuhören.
Im Jahr 2012 entschuldigte sich die Verteidigungsministerin Anne-Grete Strøm-Erichsen bei den Angehörigen der Unfallopfer für die langanhaltende Ungewissheit, in der diese gelebt hatten. Sie erklärte jedoch, dass sie nicht befugt sei, die Initiative zu ergreifen, um die Angelegenheit erneut zu prüfen, da der Zwischenfall sich 40 Jahre zuvor ereignet habe und zwischenzeitlich rechtlich geklärt worden sei.